# Loi sur la libéralisation et la régulation des jeux d'argent en ligne
La loi no 2010-476 du 12 mai 2010 relative à l'ouverture à la concurrence et à la régulation du secteur des jeux d'argent et de hasard en ligne est une loi française qui ouvre le marché des jeux en ligne à la concurrence.

## Origine de la loi
Avec l'essor d'internet, les monopoles étatiques historiques (FDJ et PMU) ainsi que les casinos ont vu le marché des jeux leur échapper par l'apparition de sites internet proposant de nouveaux jeux et paris sportifs. Des entreprises privées ont vu aussi un marché potentiel intéressant. Devant l'apparition de cette offre illégale, l'Etat souhaitait également maintenir ses entrées fiscales provenant des jeux voire les augmenter. Un lobbying puissant s'est alors organisé pour mettre sur l'agenda politique l'ouverture à la concurrence des jeux en ligne.

### Saisine du Conseil constitutionnel
Adoptée le 6 avril 2010 par le Parlement, les députés socialistes saisissent le 13 avril suivant le Conseil constitutionnel afin qu'il statue sur la conformité de cette loi à la Constitution. Statuant le 12 mai 2010, le Conseil constitutionnel rejette l'ensemble des griefs des députés et juge la loi conforme à la Constitution. La loi, promulguée le jour même, est publiée au Journal officiel le 13 mai 2010.